# Edmund I
Edmund I hay Eadmund I.(920/921 – 26 tháng 5 năm 946) là Vua của người Anh từ ngày 27 tháng 10 năm 939 cho đến khi ông qua đời vào ngày 26 tháng 5 năm 946.